# شرنوبية
الطريقة الشرنوبية، هي طريقة صوفية سُنيّة، متفرعة من الطريقة الدسوقية المنسوبة لمؤسسها إبراهيم الدسوقي، وشيخ الطريقة الحالي هو «محمد عبد المجيد الشرنوبي».